# QBP1
El pèptid QBP1 (polyglutamine binding peptide) és una proteïna que funciona com a inhibidora de proteïnes amiloidogèniques, i que és objecte d'investigació per fer front a malalties com l'ELA, la demència frontotemporal o el LATE.

## Història
L'any 2000 els investigadors Nagai, Burke i altres col·laboradors van dur a terme un estudi centrat en els dominis de poliglutamina en cèl·lules causants de patologies neurodegeneratives com la malaltia de Huntington. Una mutació en algunes proteïnes causada per la repetició del triplet CAG en el seu RNAm, resulta en la formació d'un segment de poliglutamina. Aquesta mutació seria una de les causes principals d'algunes de les principals malalties neurodegeneratives. Els investigadors van trobar 6 pèptids capaços d'inhibir potencialment les regions de poliglutamina in vitro, però van decidir centrar-se, ja que era el més efectiu en el pèptid QBP1.

## Estructura

Canvi a estructura essencial de 8 aminoàcids del pèptid QBP1, en vermell els aminoàcids prescindibles de l'estructura general per a no perdre la funcionalitat.

Estructura en 2D dels 8 aminoàcids essencials de QBP1.

La versió més simple d'aquest pèptid que conté tota la funcionalitat té la estructura primària següent: WWKWPGIF, adopta una estructura secundària de conformació β seguit d'un gir per una trans prolina. Aquesta petita estructura es manté estable gràcies a les interaccions hidrofòbiques dels grups radicals. Ara bé, existeix una altra versió anomenada scQBP1 amb diferent estructura primària: WPIWKGWF, aquesta no té una estructura secundària estable i la formen una barreja d'enllaços cis o trans precedent la prolina.
La càrrega total de WWKWPGIF a pH fisiològic (6'8) és una positiva, ja que només un dels aminoàcids conté un grup amino en el residu. La resta de la molècula és altament hidrofòbica degut als 7 anells aromàtics i un anell ciclohexà, aquesta hidrofobicitat és crucial per a poder formar enllaços hidrofòbics amb algunes proteïnes com la TDP-43 i poder inhibir-les.

## Funció
La investigació sobre les funcions de QBP1 fins al moment ha confirmat que les seves funcions principals són:
1. Inhibició del malplegament de proteïnes i de la formació d'agregats: Un correcte plegament proteic és bàsic per a una òptima funcionalitat d'una proteïna. Quan aquest es produeix de forma errònia es formen agregats de proteïnes mal plegades que s'ha vist que són causants de diferents malalties neurodegeneratives.
2. Inhibició de la mort cel·lular:l'expressió QBP1 inhibeix la mort cel·lular mediada per la poliglutamina en les cèl·lules COS-7. El QBP1 pot reduir en un 50% la mort cel·lular.

### Inhibició del malplegament de proteïnes i la formació d'agregats

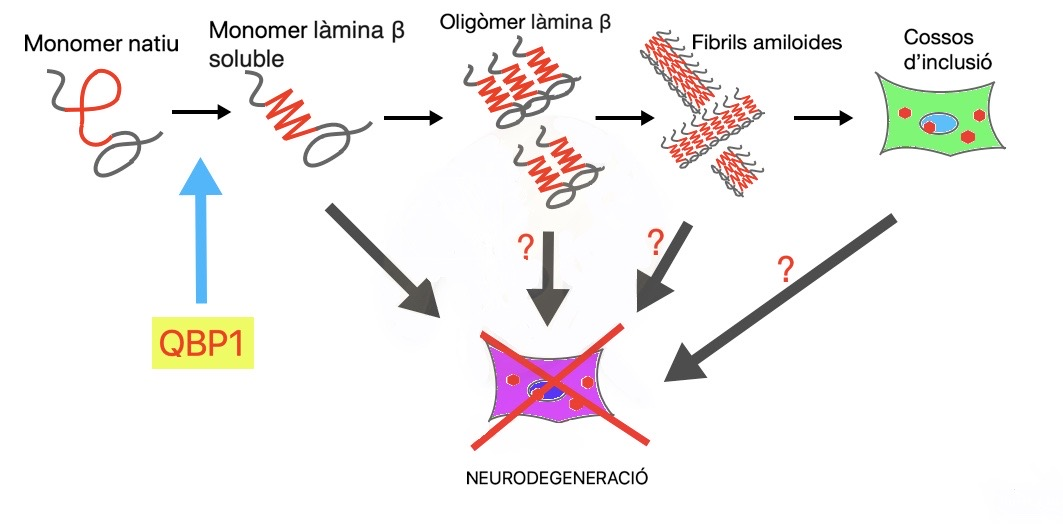
Inhibició de la transició conformacional de full-β inicial del monòmer de proteïna polyQ expandida per part del peptid QBP1.

- Inhibició de la transició conformacional de full-β inicial del monòmer de proteïna polyQ expandida per part del peptid QBP1.Proteïnes amb PolyQ: Són proteïnes que contenen una seqüència de diverses unitats de glutamina. Quan aquestes tenen el tram polyQ expandit, diem que estan malplegades. El pèptid QBP1 (amb estructura SNWKWWPGIFD) té la propietat d'unir-se a la regió estesa en qüestió. Concretament, QBP1 inhibeix la transició conformacional de full-β inicial del monòmer de proteïna polyQ expandida. A més, QBP1 també inhibeix l'agregació posterior de la proteïna polyQ expandida.[3]
- Amiloidogènesi de TDP-43: La TDP-43 és una proteïna humana essecial, ja que regula l'splicing del pre-RNAm, els guia fins al citoplasma i reté la traducció d'aquests en episodis d'estrès. Aquesta proteïna pot formar amiloides implicats en diferents malalties com per exemple l'Esclerosi Lateral Amiotròfica (ELA). El responsable de la formació d'aquests amiloides és el segment ric en Q de la proteïna. Els agregats de TDP-43 són altament hidrofòbics, de manera que cobreixen part del nucli hidrofòbic de QBP1 i scQBP1, permetent que els pèptids bloquegin la formació d'amiloide sense interferir en les funcions i altres estructures de la proteïna.[2]

### Inhibició de la mort cel·lular
Una de les funcionalitats del pèptid QBP1 és la inhibició de l'agregació de proteïnes de poliglutamina i de la mort cel·lular.
El pèptid és capaç d'inhibir l'agregació de poliglutamina en les cèl·lules COS-7 (les quals són una varietat de les cèl·lules COS, que s'assemblen als fibroblast dels humans), a una concentració de 25 μM, tal com es mostra mitjançant la inhibició completa de l'agregació de tioredoxina-Q62 assimilada per la turbiditat a 405 nm.
El QBP1 redueix, en un 50%, la mort cel·lular d'aquestes cèl·lules en concret, i a més, augmenta la vida mitjana dels 5,5-52 dies en Drosophilla melanogaster que expressa la poliglutamina estesa. Es podria resumir a 8 aminoàcids: (Trp-Ley-Trp-Trp-Pro-Gly-Ile-Phe), i evitant la pèrdua de la capacitat d'inhibir l'agregació de poliglutamina.
L'atròfia dentidububsidial pallidoluysiana de Huntington, l'atròfia muscular spinobulbar i l'atàxia spinocerebel·lar, entre d'altres, serien un clar exemple de diverses malalties neurodegeneratives heretades que són causades per repeticions CAG que es troben expandides a la regió codificadora del gen de glutamina, provocant l'acumulació de poliglutamina.

## Investigació
El CSIC (consell superior d'investigacions científiques) ha demostrat, en invertebrats i mamífers, la utilitat del pèptid anti-amiloidogènic QBP1 per prevenir el trastorn d'estrès posttraumàtic (TEPT) i trastorns relacionats, com el trastorn d'estrès agut i trastorn adaptatiu, a través del bloqueig de la consolidació de la memòria mitjançant la inhibició de l'amiloidogènesis del prionoide Orb2 / CPEB. Atès que aquest pèptid no reverteix l'amiloidogènesis, cal esperar que tampoc afecti la memòria d'esdeveniments anteriors a l'episodi traumàtic. Per tant, aquest pèptid es faria servir com profilàctic en aquests trastorns i com a teràpia utilitzant protocols de re-consolidació de memòria.
El trastorn d'estrès posttraumàtic (TEPT) és reconegut com un trastorn d'ansietat que es desenvolupa després de l'exposició a un esdeveniment extremadament traumàtic, una experiència terrorífica que involucra dany físic o l'amenaça de dany físic. Actualment no hi ha un mètode eficaç per ajudar les persones amb TEPT o trastorns relacionats bloquejant la consolidació de memòria després d'un episodi traumàtic sense que afecti la memòria anterior d'esdeveniments ja consolidats, que constitueixen la base de la identitat de les persones.
El grup d'investigació CSIC ha demostrat que el pèptid anti-amiloidogènic QBP1 bloqueja la consolidació de la memòria en Aplysia, Drosophila melanogaster i ratolí a través de la inhibició de l'amiloidogènesis d'Orb2 / CPEB (un prionoide funcional implicat en la consolidació de memòria en la seva forma amiloide). Aquests resultats demostren que QBP1 és un magnífic candidat per desenvolupar una profilaxi i teràpia efectives per al tractament del TEPT i trastorns relacionats sense afectar la resta de memòries ja consolidades de l'individu. Actualment es busquen empreses farmacèutiques o biofarmacèutiques interessades en la llicència d'aquest (patent sol·licitada a Europa i als Estats Units).